# Taji (Juwiring)
Taji is een bestuurslaag in het regentschap Klaten van de provincie Midden-Java, Indonesië. Taji telt 2551 inwoners (volkstelling 2010).